# ذا إيلدر سكرولز 5: سكايرم
المخطوطات العتيقة 5: سكايرم، (بالإنجليزية: The Elder Scrolls V: Skyrim)‏ هي لعبة أكشن من نوع لعبة تقمّص الأدوار بالإنجليزية آر بي جي من تطوير بيثيسدا غيم ستوديوز، ومن نشر شركة بيثيسدا سوفت ووركس وهذه اللعبة كانت الجزء الخامس من سلسلة الشهيرة ذا إلدر سكرولز وكان موعد صدور لعبة Skyrim الرسمي هو 11 من نوفمبر 2011.

## القصة الرئيسية
تدور القصة حول شخص يتم القبض عليه مع حفنة من السجناء على أيدي جنود «الإمبريال» بسبب الاشتباه بكونه من الثوار على الامبراطورية (الستورم كلوك) ستكون في بداية اللعبة بداخل عربة ذاهب إلى موتك بالإعدام مع مجموعة من الجنود يتواجد على يمينك «أولفرك ستورم كلوك» قائد مدينة «ويندهليم» (الشخص الذي قتل الملك) وبعض إتباعه.
عند وصول العربة إلى القرية يذهب المقبوض عليهم إلى ساحة ليتم أعدامهم فيتقدم واحد تلو الآخر وخلال ذلك يسمع صوت شبيه بالزئير وعندما يأتي دور البطل يوضع رأسه على المقصلة ويقوم الجلاد برفع فأسه وإذ بتنين يهبط على القرية فيخاف الجميع ويبدأو بمهاجمة التنين دفاعا عن انفسهم فيقترح أحدهم بالهروب فتذهب معه إلى بيت عمه وتخبره بالذي حصل فيطلب منك إخبار حاكم «وايترن» وهي مدينة من مدن سكايريم بالأمر ومن هنا تبدأ مغامرتك مع أكتشاف سبب عودة التنانين وقتل إله الشر المتمثل بتنين كبير أسمه (ألدوين) والسبب في ذلك هي إن الحرب الاهلية التي تحدث في البلاد ما هي إلا الحدث الاخير لأحداث وقعت في السابق، وهذا الحدث تنبأت به الأمم السابقة وكتبته في صحف قديمة "Elder scrolls" وذك أيضا أن ألدوين إله الشر والدمار الشامل سوف يعود على شكل تنين عملاق وقوي وألدوين نفسه تنبأ بأنه سوف يسيطر على العالم مع أتباعه من التنانين (عرق التنانين السوداء) وهنا تم اختيار «دراجون بورن» من قبل آلهة «تاميريال» ودراجون بورن مجرد لقب حيث أنه يمكن أن يكون رجل أو امرأة.

## المبيعات
خلال اليوم الأول من اطلاقها، أعلنت منصة ستيم بأن هناك أكثر من 230,000 شخص يلعبها بوقت واحد وكذلك الاسبوع الأول، قامت استوديوهات بيثيسدا بنسخ 7 ملايين نسخة منها، وتوزيعها حول أسواق العالم. إجمالي المبيعات خلال يوم الأربعاء كان من المتوقع أن يولد ما يقدر بنحو 450 مليون دولار أمريكي. وقد ارتفعت أعداد نسخ اللعبة بناء على طلبات الأسواق، ووصلت النسخ إلى 10 ملايين نسخة من اللعبة وتم بيعها بمبلغ حول 620 مليون دولار أمريكي.
وحصلت لعبة سكايريم على المركز التاسع في أكثر الألعاب مبيعاً لعام 2012.

## طريقة اللعب
سكايريم هو عالم مفتوح عملاق يتيح للاعب التنقل لأي مكان يُريده إما على الاقدام أو ركوب الحصان أو عن طريق الخاصية المميزة للعبة وهي التنقل السريع وايضاً يستطيع تأجيل المهمات الرئيسية ويحاول مساعدة الناس وسكان القرى وتلبية حاجاتهم أو التعرف والانضمام إلى إحدى الجماعات وتنفيذ مهامهم ولقب اللاعب الذي يُنادى به دوماً هو دراجون بورن ولكن هنالك القاب أخرى يحصل عليها اللاعب مثل (المنقذ والساحر...إلخ) اللعبة تُلعب على نظام المحادثات إذ انه طريقة جوابك لسؤال معين أو سؤالك عن شيء هو الذي يحدد المهمات الموكلة لك. إن الأسئلة والأجوبة تكون مجهزة من قبل صانع اللعبة ولكن تم وضعها على شكل اختيارات متعددة.
ويمكن للاعب تطوير المهارات على حسب نوع الشخصية فكل شخصية لها مهارة معينة خاصة بها تميزها عن غيرها، يمكنك اختيار شخصية واحدة لا تستطيع تغيرها في المستقبل إلا عن طريق إعادة اللعبة أو كتابة شفرات الغش أثناء اللعب الخاصة بتغير الشخصية.
| اسم الشخصية         | النوع      | الوصف |
| ------------------- | ---------- | --- |
| نورد (Nord)         | إنسان      | هم من الأعراق البشرية، والعرق الأصلي لسكايريم يعرفون بقدراتهم الخارقة في مقاومة البرد والسحر الثلجي يعرفون بحماسهم وشغفهم كمحاربون، سواء كانوا جنود أو مرتزقة، يزدهر هذا العرق في المناطق الباردة ما يميزهم هو صرخة المعركة : تبعد العدو لمدة 30 ثانية. |
| إمبيريال (Imperial) | إنسان      | هم مواطني الاقليم المتحضر "سيروديل Cyrodiil"، أثبت هذا العرق أنهم دوبلماسين وتجار ممتازين وخونة في نفس الوقت، لديهم مهارة مع الدروع الثقيلة وقدراتهم الاجتماعية ممتازة ويفضلون دائماً فئة المحارب وبلأضافة هم عرق متحضر ومثقف ومتحدث ماهر وهذا الشيء أعطاهم طبقة مرموقة في المجتمع، استطاعوا السيطرة على أغلب بقاع القارة، قدراتهم الجسدية أقل قوة من الاعراق الاخرى لكن أثبتوا أنهم يمتلكون قدرات ممتازة كجنود مشاة يمتلكون ميزة خاصة هي صوت الإمبراطور: تهدئ العدو لمدة 60 ثانية. |
| ريدجارد (Redguard)  | إنسان      | أجسامهم ممتازة البنية، عرق قوي ومعروف بالسرعة والقوة ممتازين في فن السيف والدرع وتقول الاسطورة أن هذا العرق هو ألافضل من بين الأعراق الست في استخدام السلاح، وينحدرون من عرق المحارب والذي يميزهم هو هجوم الأدرينالين : زيادة التحمل وزيادة السرعة لمدة 60 ثانية. |
| بريتون (Breton)     | مشعوذ      | هم من عرق البشر لكنهم مهجنين حيث اجدادهم أرادوا خلق عرق قوي وكان هناك عرقان من البشر مختلفين عن بعضهم، تزاوجوا وكانت النتيجة هذا العرق يمتلكون قدرات سحرية معينة ومتقدمون في بعض الفنون الغامضة "التعويذات" يفتقدون للقوة الجسدية لكن يتفادون هذا العيب بإلقاء التعويذات، ثقافتهم ولغتهم واحدة لكنهم متفرقين إذا تعلق الامر بالسياسة ما يميزهم هو جلد التنين : امتصاص 50٪ من سحر تعويذات العدو لمدة 60 ثانية. |
| أرجونيان (Argonian) | سحلية      | ينحدرون من سلالة الزواحف، عرقهم مناسب للبيئة الرطبة مثل المستنقعات هذا الشيء أعطاهم مناعة قوية ضد السموم والامراض، يستطيعون التنفس تحت الماء وهذا يمكنهم من الوصول إلى اماكن خطيرة وقاتلة للأعراق الاخرى ومن قدراتهم الجانبية يستطيعون فتح الاقفال بسهولة، بعد سنوات من الحروب على حدودهم اكتسبوا خبرة في حرب العصابات وبسبب قدراتهم الطبيعية جعلوا قدراتهم العامة تكون بنفس المستوى على الارض والماء. أفراد هذا العرق يعتمدون بشكل أساسي على التسلل والسرقة، يتأقلمون بشكل بطيئ مع من هم حولهم ومن الصعب التعرف عليهم، ولكن مع ذللك سوف يقاتلون حتى الموت لمن يطلقون عليهم أسم "حليف" ما يميزهم هو الجلد الصامت : استعادة الصحة 10 مرات أسرع ومقاومة المرض 50% أفضل.                              |
| خاجيت (Khajiit)     | قط - نمر   | ينحدرون من سلالة السنوريات وهي من الاعراق التي تعيش في القارة. معروفين بقدراتهم الطبيعية على التخفي والسرقة والتسلل، يعشون على شكل مجموعات تعيش في خيم يتميزون بالعين الليلية : يستطيعون الرؤية في الظلام لمدة 60 ثانية. |
| دارك إلف (Dark Elf) | عفريت ظلام | يمتلكون عيون حمراء متوهجة وبشرتهم تميل إلى اللون الخضر والرصاصي وأحياناً باللون الأزرق الفاتح المائل لرمادي، يعرفون بقدراتهم الخارقة مثل الذكاء والقوة والسرعة الكبيرة ولكن للأسف لديهم مرض أبدي آتى من القدر. يمتلكون عدد كبير من القدرات، لياقتهم البدنية تجعلهم محاربين ومشعوذين متفوقين، في ساحة المعركة يعرفون بمهارتهم المتوازنة في استخدام السلاح والسهام والسحر. في شخصياتهم الشراسة والانعزال لأنهم قوم يحافظون على هذه الصفات بأكبر قدر ممكن، نتج عن هذا الشيء عدم الثقة فيهم من قبل الاعراق الاخرى، البشر يطلقون عليهم "Dark Elves" ولكن في موطنهم الاصلى "مورويند Morrowind" يلقبون بـ" دنمر Dunmer" يتميزون بغضب الأسلاف: التسبب ب8 ضرر ناري للأعداء في الثانية الواحدة لمدة 60 ثانية. |
| هاي إلف (High Elf)  | عفريت عالي | عرق يعرف بالقدرة السحرية العالية، حاول هذا العرق المحافظة على مظهرهم المنحدر من أجدادهم ال" ألتمر Altmer"، حيث لديهم عادات وتقاليد خاصة بشأن الزواج والتكاثر. ومن صفاتهم الطول في القامة، بشرتهم لونها أبيض مائل لذهبي الشاحب، آذانهم طويلة، اجسامهم نحيفة، وأضعف قدراتهم هي القوة الجسدية لكنهم يصنفون كالعرق الأكثر استخداماً لسحر، حيث انهم حصلوا على التفوق من قبل "ماجنيس Magnus" إله السحر، مقاومتهم للأمراض مشابهة لعرق ال"أروجونيان Argonian" يتميزون بالقادم العالي : إعادة شحن السحر بشكل أسرع لمدة 60 ثانية. |
| وود إلف (Wood Elf)  | عفريت خشبي | يعرفون أيضاً باسم "بوزمر Bosmer" معروفون بأنهم عرق الغابات، يتأقلمون مع أي غابة يرونها ويتعبرونها الأرض الأم. مشهورون برشاقتهم الكبيرة وهم خير الرماة حيث انهم هم أفضل من يستخدم القوس والسهام وهم منحدرين من سلالة تزاوج عرق ال"دارك إلفز Dark Elves" وال"هاي إلفز High Elves". تأقلموا بشكل جيد مع شعب سكايريم بسبب قدراتهم الطبيعية وهم مناسبون ليكونوا كشافة وعملاء سريين ولصوص وما يميزهم هو أمر الحيوان : جعل الحيوانات القريبة تحارب معك لمدة 60 ثانية. |
| أورك (Orc)          | غول        | شعب جبل ذيل التنين يعرفون أيضاً بأسم "ديرزمر Drsimer" هم الأفضل في الامبراطورية من حيث الشجاعة في الحروب هم قاسين وصعبين المارس لكن يحترمون جميع الأنواع ويتميزون بغضب الهائج : صفقة مزدوجة تمتص نصف الضرر المتلقي وتسبب ضعف الضرر للأعداء لمدة 60 ثانية. |

جسم اللاعب يكون «إنسان» ولكن يختلف شكل الرأس ولون البشرة ونوع الجلد ونوع المهارة بحسب نوع الشخصية.

## المهارات
في البداية يكون لدى الشخصية 50 مستوى، مع كل مستوى يتقدم فيه يحصل اللاعب على مكافئة وهي الميزة (Perk) ويأخذ اللاعب نقطة يطيع أن يضعها في إحدي قدراته الثلاث (الصحة، السحر، أو التحمل). هناك ثمانية عشر مهارة تقسم إلى ثلاث فئات وهي: (1-مهارات القتال والتي تندرج تحت فئة المحارب / 2-مهارات السحر والتي تندرج تحت فئة الساحر/ 3-مهارات السرقة والتسلل والتي تندرج تحت فئة التخفي).
تطوير هذه الفئات يعتمد على اللاعب حيث أنه كل ما أكثر من أستخدام فئة معينة من الهجمات كنوع أساسي له في معركة مع الاعداء سوف تتطور شخصيته في ذلك المجال; حيث انه إذا أكثر اللاعب من استخدام السيف والدروع سوف تتطور قدراته القتالية وبالتالي يتخصص أكثر في مجال المحارب، وكلما أكثر من استخدام السحر والتعويذات في مقاتلة الاعداء سوف يفتح قدرات جديدة ومطورة في مجال السحر، وإذا قام بتسلل من خلف الأعداء ووجه لهم ضربة مباغثة وحاسمة أو استخدمت أسلحة بعيدة المدى «السهام» أو قام بسرقة أغراضهم وحاجياتهم سوف تتطور قدارته في مجال التخفي.

### أنواع المهارات
1-مهارة السلاح بيد واحدة : هو فن قتال يعتمد على استخدام السلاح بيد واحد مثل الخناجر والسيوف والذين يتدربوا على هذه المهارة ضرباتهم سريعة وفتاكة وتعتمد أيضاً على نوع المادة المصنوع منها السلاح.
2-مهارة السلاح بكلا اليدين : هو فن استخدام الاسلحة الكبيرة مثل المطارق التي تستخدم في المعارك (الهراوة والعتلة) والذين يتدربوا على هذه المهارة ضرباتهم أبطأ من السيوف لثقلها ولكن تسبب ضرراً أكبر بكثير من الاسلحة الخفيفة.
3-مهارة الدروع الثقيلة  : وهي استخدام الدروع ذات الوزن الثقيل وتطويرها لتخفف الضرر الذي يكتسبه اللاعب من هجمات الاعداء والوحوش.
4-مهارة الدروع الخفيفة: وهي استخدام الدروع ذات الوزن الخفيف مثل الحذاء والخوذة والكفوف الحديدية وتطويرها وجعلها أكثر فعالية.
5-مهارة الدفاع  : هو فن التصدي لضربات العدو وتقليل من الضرر الجسدي عن طريق استخدام الدروع التي تُحمل باليد أو التصدي بالسلاح.
6-مهارة الحدادة  : هي مهارة تطوير الاسلحة والدروع سواء كانت ثقيلة أم خفيفة أو صنع أسلحة جديدة عن طريق دمج المواد مثل جلود الحيوانات مع الحجارة أو استخدام عظام الوحوش والتنانين في صنع الاسلحة والدروع ويستطيع اللاعب تطوير وصنع هذه الاشياء عن طريق محلات الحدادة الموجودة في المدن اللعبة.
المهارت المذكورة سابقاً تندرج تحت فئة المحارب وهذا يعني أن كثرة استخدام هذه المهارات تُدرج اللاعب تحت فئة المحارب.
7-مهارة التغيير  : هي مهارة تقوم بالتّحكم بالعالم المادي وتغير خصائصه الطبيعية كاستخدام سحر الأضاءة في الظلام لمعرفة أماكن الاموات والاحياء والمساعدة في المتاهات.
8-مهارة الشفاء : هي سحر الشفاء الذي يستخدم في إعادة شحن الطاقة التي خسرها اللاعب في المعركة.
9-مهارة التدمير : هو السحر يُستخدم في تدمير الاعداء مثل النار والثلج والبرق، ولكن يجب الاخذ بعين الاعتبار انه إذا كان العدو من نوع ثلجي مثل الوحوش أو الاشخاص الموجودون في المناطق الباردة والثلجية فأن سحر النار يسبب ضرر أكبر من الانواع المدمرة الأخرى.
10-مهارة الاستدعاء  : هي استخدام الشعوذة في إستدعاء المخلوقات سواء كانت وحوش أو اشخاص لمساعدة اللاعب في المعارك القتالية.
11-مهارة الوهم  : هي استخدام السحر في التلاعب في عقول الاعداء للمساعدة في قتلهم أو الفرار من المعركة أو جعل العدو خائفاً أو هادئاً في حالة المعركة.
12-مهارة سَحر الأسلحة  : هي مهارة إضافة قوة سحرية إلي السلاح مثل السيوف والدروع والسهام مما يجعلها تسبب في ضرر أكبر من الاسلحة العادية.
المهارات المذكورة سابقاً تندرج تحت فئة الساحر واستخدامها بكثرة تدرج اللاعب تحت فئة الساحر.
13-مهارة الخيمياء  : هي فن صنع جرع وأكاسير الطاقة والشفاء والسموم وهي مهمة جداً حيث انه إذا نفذت طاقة السحر التي تمتلكها في الشفاء تستخدم جرعة إعادة الشحن لتتعويض عن الذي خسره من سحر في المعركة، ويستطيع اللاعب شراء هذه الجرع من خلال المتاجر المختصة في ذلك.
14-مهارة النشل  : هو فن سرقة الادوات من جيوب وحقائب الناس والمحلات وكلما تطورت هذه المهارة عن طريق المزايا كلما كانت عمليات السرقة أسهل.
15-مهارة فتح الاقفال  : هو فن فتح اقفال الأبواب والزنزانات والصناديق المغلقة وكلما تطورت هذه المهارة كانت طريقة الفتح أسهل وايضأ استخدام ادوات ذات جودة فان عملية فتح الاقفال تصبح أسهل بكثير.
16-مهارة التحدث  : هي فن التلاعب في الكلام وطريقة أقناع الرأي الآخر للحصول على أسعار أفضل في عملية البيع والشراء أو لأمر الحلفاء بعمل شيء ما.
17-مهارة التسلل  : هو فن التحرك الغير مسموع ذو المهارات العالية عن طريق هذه المهارة يستطيع اللاهب الاختفاء عن أعين الجميع لتأدية مهامه بشكل أفضل.
18-مهارة الرماية : هي مهارة استخدام أسلحة بعيدة المدى مثل القوس والسهام وعند تطوير هذه المهارة يصبح الضرر الذي يسببه السهم مشابه لضرر الذي تسببه القذيفة وهنالك أنواع من السهام ومنها: (السهام الخشبية/ السهام الحديدية/ السهام الفولاذية/ السهام ذات نوع خاص) وكلما كان نوع المادة الصنوع منها السهم اقوى كلما كانت نسبة الضرر الذي يسببه أكبر.
المهارات المذكورة سابقاً تندرج تحت فئة التخفي حيث انه إذا تم إستخدامها بكثرة تُدرج اللاعب تحت فئة التخفي.

## الصرخات
هي نوع من السحر الغريب، تسمى بلغة التنانين «ثووم Thu’um». وكان هذا السحر يستخدم بشكل دائم في قارة «تاميريال» ولكن تدريجياً أصبح غامض ومجهول ويقال أن «أولفرك ستورم كلوك» الذي أغتال الإمبراطور استخدم هذا السحر في قتله.
 آلية عملها: يقوم الشخص بقول كلمات غريبة تؤدي إلى ظهور هذا النوع من السحر على عكس السحر العادي الذي يُستخدم باليدين أو عن طريق اللفافات.
 طريقة الحصول عليها: يتم ذلك من خلال رؤية الطلاسم الموجودة على الحجارة (تجدها داخل الكهوف والمعابد القديمة) أو من خلال تعلمها من المعلم آرنجير قائد الجرايبيرد.
 أهميتها: إن سحر الصرخات له قوة عظيمة جدا حيث أن القليل من السكان يستطيعون استخدام هذا النوع من السحر ووهذه الصرخات هي علامة أن البطل هو من أسلاف «دراغون بورن» أي «وليد التنانين» وهنالك 24 نوع اساسي من الصيحات أو الصرخات في لعبة سكايريم.
 بعض أنواع الصرخات : هنالك أنواع كثيرة من الصرخات وأهمها 1-صرخة العاصفة / 2-صرخة السرعة / 3-صرخة الشفاء / 4-صرخة النار / 5- صرخة الدرع / 6- صرخة الاستدعاء ومنها: إستعداء تنين وإستدعاء الأبطال والوحوش لمساعدتك في المعركة / 7- صرخة الوقت.
عند تعلم أي نوع من الصرخات تكون غير مفعلة ويتم تفعيلها عن طريق استخدام روح تنين وأيضا هنالك ثلاث مستويات لكل صرخة وكل مستوى اقوى من الذي قبله ويتم تفعيل المستويات الأخرى عن طريق تفعيلها بأرواح التنانين مع الاخذ بعين الاعتبار أنه يجب عليك تعلم المستويات الاخريات لتفعيلها. يسطيع اللاعب الحصول على روح التنين عن طريق قتله للتنانين.

## أهم الشخصيات
اللاعب (أنت) : هو عبارة عن شخص لديه قدرة سحب قوي التنانين عند قتلها ولهذا ينادوه دراجون بورن (وليد التنانين) واسمه بلغة التنانين هو «دوفاكين Dovajkin»، أُختير من قبل آلهة «تامريال» ليكون بطل عالم سكايريم ومنقذها.
ألدوين : إله الشر المتمثل على شكل تنين أسود ولقد تنبأت به الامم السابقة انه سوف يعود ويدمر العالم وهو نفسه الذي دمر القرية عند إعدامك.
الجنرال تاليوس : وزير الحرب ومستشار ملكة مدينة سوليتيود وقائد جنود الامبيريال (الإمبراطورية).
أولفرك ستورم كلوك : حاكم مدينة ويندهيلم وقائد جنود ستورم كلوك (الثوار) وهو الذي قتل الإمبراطور.
ليديا : فتاة محاربة يهديك إياها حاكم مدينة وايترن تساعدك في مهامك القتالية.
ديلفين : هي فتاة تملك حانة في قرية ريفروود (نهر الغابة) لديها دور كبير في مساعدتك في المهام الرئيسية.
إيسبيرن : رجل كهل يتجاوز عمره الاربعين مسجون تحت مدينة ريفتن من قبل جماعة الثالمور تقوم بأنقاذه بأمر من «ديلفين» ليساعدك في مهامك الرئيسية.
بارثوناكس : تنين كبير في السن كان اليد اليمنى لألداوين ومعلم الجرايبيرد ويدلك في رحلتك لتخليص العالم من الشر.
آرنجير : رجل في العقد السابع من عمره ومن كبار السحرة وقائد «الجرايبيرد» يعلمك سحر الخاص المعروف بأسم «الصرخات».
برينيولف : شخص مهم ذو شخصية بارزة في جماعة السارقين (ثيفز جيلد) يعلمك الطريقة الصحيحة لتكون لص متميز وماهر.
ميرسر فراي : قائد ذا ثيفز جيلد تكتشف انه هو الذي قتل تاليوس قائد فرقة نايتينجيل «اسم فرقة السارقين قديماَ».
آسترد : قائدة جماعة «ذا دارك برذرهوود The Dark Brotherhood» أو «أخوية الظلام» ترشدك وتساعدك لتكون مقاتل قوي.

## الجماعات الموجودة في اللعبة
جماعة السارقون (ذا ثيفز جيلد Thieves Guild): هم جماعة السارقين الأخيار مقرها موجود في Ratway تحت مدينة ريفتين، للانضمام إليهم تكلم مع برينيولف في سوق مدينة ريفتين وهو سوف يطلب منك المساعدة لتلقين أحدهم درساً، سوف يطلب منك ان تسرق خاتم من متجر ماديسي، عندما تسرق الخاتم ضعه في جيب براند-شي عن طريق استخدام مهارة النشل، عندما تنتهي من ذلك عد وتكلم مع برينيولف وهو سوف يطلب منك الانضمام إلى جماعة السارقين. إن لم تنجح في سرقة الخاتم فإن برينيولف سوف يطلب منك الانضمام أيضًا.
النايتينجايل (العندليب Nightingale): الاسم السابق لجماعة السارقين، قائدها هو «تاليوس» قتل على يد «ميرسر فيري».
الإمبيريال (الإمبراطوريون Imperials): هم جماعة الإمبراطورية يريدون أن ينتقموا لمقتل الإمبراطور وإقصاء جماعة ستورم كلوكس وإبقاء الحكم للإمبراطورية. مقرهم الرئيسي هو مدينة سوليتيود، للانضمام إليهم تكلم مع ليجيت ريكي في مدينة سوليتيود عن طلب انضمامك لهم وهي بدورها سوف ترسلك إلى قلعة قديمة لكي تقتل الأشخاص الموجودين فيها وعند انتهائك عد إليها لكي تقبل انضمامك لها.
ستورم كلوكس (Stormcloaks) : هم جماعة الثوار الذين يرفضون حكم الامبراطورية هدفهم القضاء على جماعة الامبيريال وإعطاء الحكم للنوردز. مقرهم الرئيسي هو مدينة ويندهيلم، للانضمام إليهم تكلم مع أولفرك في مدينة ويندهيلم عن طلبك للانضمام إليهم وهو سوف يقول لك اذهب إلى غالمار – مساعده الأيمن – وهو سوف يطلب منك ان تذهب إلى قلعة قديمة وتقتل من فيها، عند انتهائك عد إلى غالمار وهو سوف يرحب بك.
أخوية الظلام (ذا دارك برذرهوود The Dark Brotherhood): هي جماعة مقاتلين يأخذون أوامرهم من «نايت ماذر» أو «أم الظلام» ــ هي عبارة عن هيكل عظمي موجود في تابوت ــ يساندون من يقوم بندائهم عبر طقوس تسمى «دارك ساكرمنت» للانضمام إليهم، إذهب إلى ويندهيلم وابحث عن طفل أسمه أريتينو تجده داخل إحدى منازل المدينة يقوم بطقوس دارك ساكرمنت تكلم معه هو سوف يطلب منك ان تقتل الحاضنة في بيت الايتام في مدينة ريفتين. أذهب إلى ريفتين وجد المرأة، إنتظر حتى تنتهي من كلامها مع الأطفال ثم اتبعها إلى غرفتها واغلق الباب ثم اقتلها، ثم عد إلى الطفل في مدينة ويندهيلم وأخبره ان الامر انتهى، بعد ذلك انتظر بضع أيام وسوف تصلك رسالة مكتوب فيها «نحن نعرف» بعد قرائتك لرسالة إذهب للنوم وعندما تستيقظ سوف تجد نفسك في غرفة مغلقة أقتل أحد الاشخاص المربوطين وآستريد سوف تعطيك مفتاح الغرفة للخروج وكلمة السر لدخول إلى مقر الجماعة، أو اقتل آستريد لتبدأ مهمة إبادة أخوية الظلام مع الإمبراطورية.
جامعة وينترهولد (College of Winterhold): هي جماعة تستخدم السحر في حياتها هدفها تعليم السحر لجميع الناس حيث انهم أنشئوا جامعة لتعليم السحر في مدينة وينترهولد وهي مركزهم الرئيسي، للانضمام لهم عليك ان تذهب للجامعة تكلم مع فارالدا – المرأة الموجودة على الجسر– وأثبت لها انك دراجون بورن عن طريق استخدام صرخة التنين، بعد ان تسمح لك فارالدا بدخول تكلم مع ميرابل لكي تعطيك غرفتك في الجامعة وهكذا تكون انضممت للجامعة.
الرفقة (ذا كومبانيونز The Companions): هي جماعة المستذئبين هدفها نصرة كل مستذئب موجود في عالم سكايريم مقرها الرئيسي هو مبنى أسمه «يورفاسكر jorrvaskr» في مدينة وايترن، للانضمام إلى هذه الجماعة عليك أن تذهب إلى المبنى وتتحدث مع كودلاك الرجل الجالس على الكرسي صاحب الشعر الطويل سوف منك ان تذهب مع فيلكوس ليرى ماذا يمكن ان تفعل، تكلم مع فيلكوس وأتبعه للخروج إلى الباحة الخلفية للمبنى، عندما تصل إلى الباحة سوف يطلب منك فيلكوس ان تهاجمه، هاجمه بالسيف عدة مرات وهو سوف يرحب بك في الجماعة.

## نصائح هامة
1  : إصنع Iron daggers و Leather Bracers فهيَ أسرع طريقة لتزويد مهارة الحدادة (Smithing) بعدها إما استخدامها لتطوير مهارة التسحير Enchanting أو بيعُها لتطور مهارة الحديث (Speech) الشرح: اعثر على محل الحدادة - الموجود في مدينة وايترن أو إي مدينة من مدن سكايريم وأدخل المحل وتكلم مع صاحبه واشتري منه الحجر الذي يصنع Iron daggers ثم اعثر على مكان صنع الاسلحة الموجود بجانب المحل واصنع الIron daggers وسوف يزيد مستوى Smithing بعد صنع كل سلاح. ثم قم ببيعها لكسب الزيادة في مستوى Speech.
 2  : لا تنضم إلى إحدى هذه الجماعات «ستورم كلوك/إمبيريال» خلال تأديتك للمهام الرئيسية السبب هو انه في آخر مهمة في الجماعتين سوف تقتل قائد الجماعة الأخرى والقائدين لديهم دوراَ في المهام الرئيسية وإذى قتلت احدهم سوف تحدث خلل في اللعبة ولا تستطيع إكمال المهام الرئيسية.
 3  : لا ينصح بإنفاق نقودك على الأسلحة لانك سوف تجدها في الطريق وداخل الصناديق عند قيامك بالمهمات ولكن أنفقها على جرع الصحة لانك سوف تحتاجُها كثيراً في المهمات ومع العلم ان ثمنها قليل.
 4  : عند قتلك لأي تنين قم بتفتيشه وخذ منه عظامه ثم أذهب إلى المتجر الموجود في قرية ريفروود وقم ببيعها، سوف تجلب لك الكثير من المال أو أحفظها في منزلك لصنع درع قوى ومتين منها في المستقبل عندما يصل مستوى الحدادة والصناعة للمستوى المطلوب.
 5  : لتعلم السحر أذهب إلى الجامعة وينترهولد الموجودة في مدينة وينترهولد أو قم بشراء كتب السحر من الرجل الموجود في قصر «دراجونز ريرش» الموجود في مدينة «وايترن».

## مؤدي الاصوات
- إسبرن: ماكس فون سيدو
- أرنجير: كريستوفر بلامر
- ديلفين: جوان ألين
- جنرال تاليوس: مايكل هوجان
- أولفريك ستورم كلوك: فلاديمير كوليش
- أموند موتير/ أنكانو: أيكساندر براندن
- سيسيرو: أندي موريس
- هيرميوس مورا / الإمبراطور تايتوس ميدي الثاني / شيوجوراث / دريمورا: ويس جونسون
- ميرسر فراي / كلافيكاس فايل / بارباس / سينريك إنديل / بيليثور: ستيفين راسل
- فيرمينا: كارلا ديلاني
- أودافينج: تشارلز دينيس
- بارثوناكس: تشارلز مارتينيت
- إلينوين / ميريديا / بويثيا: جين جيلبين
- هاكون وان-أي / ذكور النوردز: بول جانوس
- مولاج بال: كريستوفر كوري سميث
- آستريد: سيندي روبينسون
- جالاس ديسيدينياس / بيرييت / هيرسين / أزادال / فينريج: كاريج سيشلر
- ألدوين / هيرسين: دانيل ريوردان
- مايفن بلاك-براير: إليزا جابريلي:
- ديلفين مالوري: إن رايتل
- نازير: إيريك ديلمز
- فيكس: كاري والجرين
- جورملايث جولدين-هيلت / أزورا: ليندا كارتر
- كودلاك وايتماين / مالاكاث: مايكل دونوفان
- تسن / تورستين كرول-سي: ثور إدجيل

## روابط خارجية
- ذا إيلدر سكرولز 5: سكايرم على موقع IMDb (الإنجليزية)